# До щастя
«До щастя» — українська психологічна драма, знята Вінсентом Меттелем. Фільм розповідає історію людини, яка страждає на ДЦП, але йде до своєї мрії, попри існуючи перешкоди. Головну роль у стрічці грає актор з легкою формою рухового синдрому Григорій Гришкан. Кінокартина має значення для культурної та соціальної інтеграції України у простір сучасної європейської спільноти. 
Фестивальна прем'єра фільму в Україні відбулася 3 грудня 2020 року на 12-му Національному фестивалі соціальної реклами, де стрічка здобула 2-ге місце в номінації «Соціальне кіно». Кінопрокатна прем'єра фільму в Україні запланована на жовтень 2021 року.

## Синопсис
Стрічка порушує важливу соціальну тему – життя людини з ДЦП. За сюжетом, головний герой втрачає домівку та шукає засоби для існування. Але наполегливість і надзвичайна сила волі допомагають йому не тільки виживати у цій складній ситуації, а по-справжньому жити. За думкою творців, глядачі зможуть побачити подолання життєвих труднощів та страхів людиною, яка йде до втілення своєї мрії. Творці переконані, що фільм спонукає глядача до роздумів стосовно долі людей з інвалідністю, маніпуляцій із відчуттям жалю або моралізаторства

## У ролях
- Григорій Гришкан
- Вільгельміна Меттель
- Ольга Соломахіна
- Даніїл Скітковський
- Пікачу
- Марія Ярмоленко
- Неллі Колотовкіна
- Вінсент Меттель
- Олег Герасименко
- Ірина Васильченко
- Кирил Єрьоменко
- Марія Соболь
- Єлізавета Соболь
- Анастасія Соболь

### Кошторис
За словами виробників кошторис виробництва фільму склав близько ₴200.0 тис. грн.; всі гроші надійшли від приватних інвесторів без залучення державних грошей.
У серпні 2021 року Державного агентства України з питань кіно в особі Ради з держпідтримки кінематографії виділила ₴221.0 тис на промо стрічки - суму більшу за увесь бюджет стрічки.

### Фільмування
17 листопада 2019 у місті Києві розпочалось фільмування фільму. Відомо, що остання версія сценарію, за яким знята стрічка — це восьмий варіант із написаних автором.

## Реліз
Фестивальна прем'єра фільму в Україні відбулася 3 грудня 2020 року на 12-му Національному фестивалі соціальної реклами, де стрічка здобула 2-ге місце в номінації «Соціальне кіно».
У квітні 2021 року стрічка «До щастя» була продемонстрована на закритому передпрем'єрному кінопоказі що відбувся в київському офісі агрохолдингу МХП у Києві.
У травні 2021 року стрічка «До щастя» була продемонстрована на позаконкурсному показі київського кінофестивалю Molodist 2021.
У вересні 2021 року стрічка «До щастя» була продемонстрована на позаконкурсному показі маріупольського кінофестивалю Кіно і ТИ 2021.
Реліз стрічки в обмежений кінопрокат в Україні має відбутися у жовтні 2021 року.

### Продовження
Автори фільму планують зняти продовженням стрічки під назвою «Щастя на продаж», яка стане дорожчою і більш комерційною. Головну роль також виконуватиме Григорій Гришкан.